# Relations entre le Bangladesh et la Palestine
Les relations entre le Bangladesh et la Palestine sont les relations bilatérales de la république populaire du Bangladesh et de la Palestine. Les relations bilatérales entre les deux pays sont étroites et considérées comme cordiales. Le Bangladesh a toujours soutenu la campagne palestinienne pour un État indépendant et n'a pas de relations diplomatiques avec Israël. En outre, le Bangladesh offre des bourses aux jeunes Palestiniens, et les deux pays coopèrent dans le domaine militaire.

## Histoire
Avant l'indépendance du Bangladesh, de nombreux Pakistanais de l'Est (Bangladais) se sont portés volontaires pour combattre dans la guerre israélo-arabe de 1948. Les relations entre le Bangladesh et la Palestine, en particulier l'Organisation de libération de la Palestine (OLP), remontent à la guerre de libération du Bangladesh en 1971. Au début, la plupart des États arabes hésitaient à reconnaître le nouvel État du Bangladesh, mais les relations se sont réchauffées en 1973 lorsque le Bangladesh a soutenu les Palestiniens contre Israël pendant la guerre du Yom Kippour en 1973, notamment en envoyant une équipe médicale et des fournitures de secours pour les Palestiniens.
La première réunion de haut niveau entre les deux pays a eu lieu en 1974, lorsque Yasser Arafat a rencontré le Premier ministre Sheikh Mujibur Rahman à Lahore lors du deuxième sommet de l'Organisation de la coopération islamique (OCI). Une relation avec l'Organisation de libération de la Palestine (OLP) a été établie vers cette période, au cours de laquelle le Bangladesh a ouvert un bureau de l'OLP dans la capitale, Dacca, et les responsables de l'OLP ont été des invités fréquents aux événements organisés par le corps politique et diplomatique bangladais.
En 1980, un timbre postal a été créé, représentant un combattant de la liberté palestinien, la mosquée Al-Aqsa en arrière-plan entourée de fils barbelés, et un texte célébrant les combattants palestiniens comme vaillants, en anglais et en arabe.
Yasser Arafat s'est rendu au Bangladesh à deux reprises, d'abord en 1981, puis en 1987, où il a reçu un accueil chaleureux de la part des médias, des milieux politiques et du grand public bangladais. Selon un rapport de la Bibliothèque du Congrès américain de septembre 1988, le gouvernement bangladais a indiqué en 1987 que 8 000 jeunes bangladais s'étaient portés volontaires pour se battre pour l'OLP à la suite de cette visite,.

## Relations actuelles
Les relations entre le Bangladesh et la Palestine sont cordiales ; le Bangladesh est un défenseur convaincu et constant d'un État palestinien indépendant et s'oppose fermement à l'occupation israélienne. Le Bangladesh a une interdiction complète du commerce (indirect et direct) avec Israël et n'a aucune relation diplomatique avec ce pays. Le Bangladesh soutient la création d'un État palestinien tracé sur la frontière de 1967 avec Jérusalem comme capitale.
Le Bangladesh offre des bourses aux étudiants palestiniens dans les facultés de médecine du Bangladesh et les officiers de l'armée palestinienne reçoivent une formation dans les installations militaires bangladaises.
En décembre 2016, le Bangladesh a signé un protocole d'accord avec la Palestine sur la coopération commerciale et énergétique. Le président palestinien Mahmoud Abbas s'est rendu à Dacca le 1er février 2017,.
La Palestine est représentée au Bangladesh par l'ambassade de l'État de Palestine à Dacca. Yousuf S Ramadan y est le Chargé d'affaires palestinien en exercice.